# Mont Sannomine
Le mont Sannomine (三ノ峰, San-no-mine) se trouve à la limite de Gujō dans la préfecture de Gifu et Hakusan dans la préfecture d'Ishikawa au Japan. La montagne culmine à 2 128 m d'altitude. Un point à 2 095 mètres d'altitude sur sa crête méridionale constitue le point culminant de la préfecture de Fukui.